# Tirol-Choco
Die Tirol-Choco (jap. チロルチョコ, Chiroruchoko) ist eine japanische Süßigkeit des gleichnamigen Unternehmens.

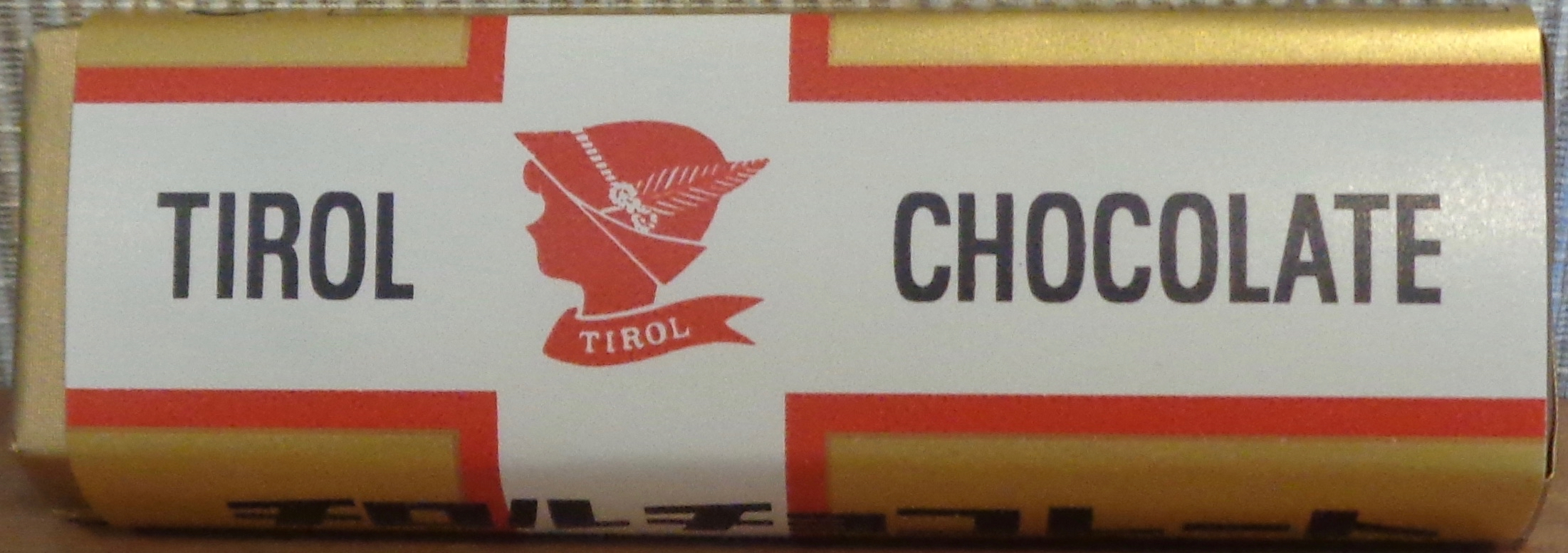
Tirol Chocolate, Japan, September 2018

Die Marke Tirol kam 1937 auf den Markt. Die ersten Produkte waren Schokoladen mit Kaffeenougatgeschmack. Bis 2013 wurden über 350 Geschmacksrichtungen auf den Markt gebracht. Die Schokoladenmarke stellt außerdem individualisierte Produkte her, die direkt vom Endverbraucher online zusammengestellt und bestellt werden können.
Die Namenswahl erfolgte, weil der Gründer sich auf einer Landkarte nach den Alpen umsah – seiner ersten Assoziation mit Schokolade. Dabei gefiel ihm der Name „Tirol“.
Im Juni 2002 verbrachten 130 Mitarbeiter des Unternehmens ein Wochenende in Buchen bei Telfs, um das 100-jährige Firmenjubiläum zu feiern. Dabei wurde der Firmenchef Toshiko Matsuo (Sohn des Firmengründers) zum „Freundschafts-Botschafter Tirols in Japan“ ernannt.